# ヨゼフ・スーク (ヴァイオリニスト)
ヨゼフ・スーク（Josef Suk、1929年8月8日 - 2011年7月6日）は、チェコのヴァイオリン奏者。ヴィオラ演奏でもよく知られる。ボヘミア・ヴァイオリン楽派の継承者として美しい音色と気品ある歌いぶりで評価されていた。チェコの作曲家ドヴォルザークの曾孫であり、同姓同名の作曲家ヨセフ・スクは祖父である。チェコ語のJosefの発音はヨゼフであるが、慣用でヨセフとされてきたので複数の表記がある。

## 略歴
ボヘミア・ヴァイオリン楽派の重鎮だったヤロスラフ・コチアンの秘蔵弟子として英才教育を受ける。プラハ音楽院卒業後、プラハ四重奏団の第1ヴァイオリン奏者として音楽活動を開始する。その後も、チェロのヨゼフ・フッフロ、ピアノのヤン・パネンカと「スーク・トリオ」を結成するなど、室内楽において活動を盛んに行う一方、ソリストとしても1959年から世界ツアーを行うなど名声を得た。親日でもあり、日本での公演もよく行っていた。
スプラフォンを中心として録音も多く、チェコのスメタナ弦楽四重奏団と共演したモーツァルトの弦楽五重奏曲では第1ヴィオラを担当し、1981年度のレコード・アカデミー賞を受賞するなど室内楽においてはヴィオラ奏者としての活動でも評価を得た。
2002年に現役を退き、闘病生活を送っていたが、2011年7月6日に亡くなった。81歳没。